# Хатки (Шишацький район)
Хатки́ — село в Україні, Шишацькому районі Полтавської області. Знято із обліку як окремий населений пункт близько 1960 року . Нині у межах села Малий Перевіз, у його північному кутку. Розташоване на лівому березі Псла, поблизу впадіння у нього Грунь-Ташані.
Село розташоване на одній із терас лівого високого берега Псла. Звідти видно с. Великі Сорочинці.

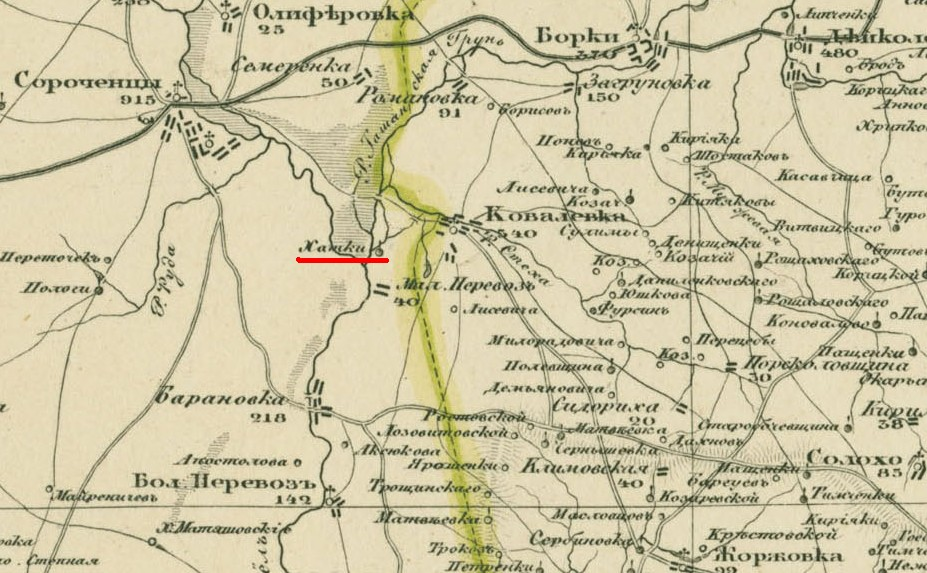
Село Хатки на карті 1842 року

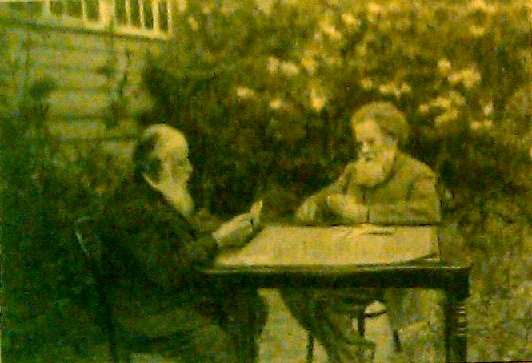
В. Короленко та М. Анненський на дачі Короленка у Хатках

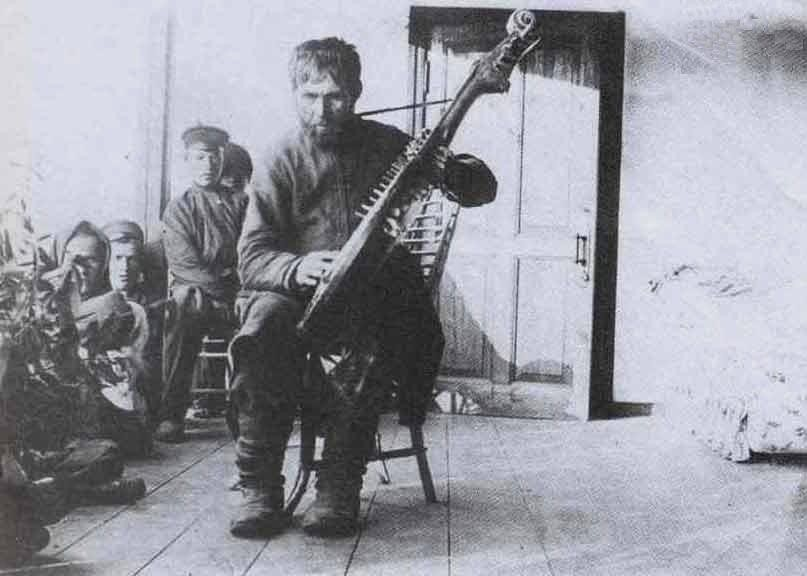
Кобзар Кравченко Михайло Степанович на дачі Короленка, 1911

## Історія
До 1917 року село Миргородського повіту Полтавської губернії.
Землі, де розташоване село, належали родині Кістяківських (Кістяковських). У Хатках народився син Богдана Кістяківського Олександр .
1903 року В. Короленко придбав у селі ділянку, на якій 1905 року було закінчено будівництво дачного будиночка .  У Хатках В. Короленко підготував першу частину автобіографічної повісті «Історія мого сучасника», написав статті «Лев Миколайович Толстой» (1908), «Справа Глускера» (1908), «Ще до рис військового правосуддя»(1911), «Пам’яті чудового росіянина» (1911), «Про маріампільську зраду» (1916) і «Війна, батьківщина і людство» (1917) .

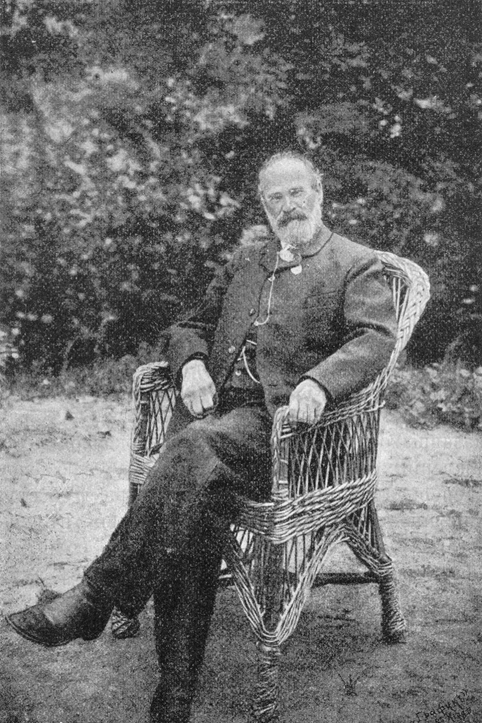
Вільям Беренштам, 1906

С.М. Мотовилова у своїх спогадах  перелічувала сучасників, що жили на початку 20 ст. у Хатках і з якими спілкувався В. Короленко: Вільям Беренштам, Микола Анненський, Павло Мілюков, Венедикт Мякотін, Кістяківський Богдан та його син Олександр, Сергій Андропов, Олександр Богомолець, Іван Присецький, присяжний повірений Вячеслав Миколайович Новіков .
1919 року експедиція Полтавського губернського комітету охорони пам'яток старовини, мистецтва та природи вживала заходів для охорони бібліотек і колекцій В. Беренштама та В. Ревковської .

## Особистості
- Володимир Короленко— український та російський письменник, журналіст, публіцист і громадський діяч.
- Беренштам Вільям Людвігович— український громадський діяч, педагог, учений-археолог, активний співробітник газети «Киевский телеграф», журналу «Киевская старина».
- Анненський Микола Федорович— російський економіст, статистик, публіцист-народник, журналіст, перекладач та громадський діяч. Брат поета Інокентія Анненського.
- Мілюков Павло Миколайович — російський політичний діяч, історик та публіцист. Лідер партії конституційних демократів (кадетів), депутат Державної думи кількох скликань, міністр закордонних справ Тимчасового уряду.
- Мякотін Венедикт Олександрович — російський історик, письменник та політик.
- Кістяковський Богдан Олександрович — правознавець, громадський діяч, український філософ права і соціолог неокантіанської орієнтації, один з організаторів Всеукраїнської академії наук.
- Кістяківський Олександр Богданович — видатний український біолог, орнітолог, доктор біологічних наук, професор.
- Андропов Сергій Васильович — російський професійний революціонер (до 1917), більшовик.
- Богомолець Олександр Олександрович — український вчений-патофізіолог. Основоположник української школи патофізіології, ендокринології і геронтології, організатор української науки.
- Присецький Іван Миколайович - політичний та громадський діяч Російської імперії, депутат I Державної Думи, член партії конституційних демократів, уродженець сусіднього села Ковалівки.
- Волкенштейн Сергій Сергійович— Герой Радянського Союзу, командир 17-ї артилерійської дивізії 1-го артилерійського корпусу прориву 3-ї гвардійської армії 1-го Українського фронту, генерал-майор артилерії.
- Вячеслав Миколайович Новіков — присяжний повірений (його помічником свого часу був Олександр Керенський), після 1917 року - на еміграції, від 1924 — прибічник фашизму (рос. Национальная организация Русских фашистов), перекладач та автор передмови видання російською книги: Муссолини Бенито. Доктрина фашизма (1938). [8].

## Пам'ятки
Поблизу села розташований ландшафтний заказник загальнодержавного значення Короленкова дача.
На території заказника Короленкова дача знаходиться двоповерховий дерев'яний будиночок, у якому у 1905–1919 рр. майже щоліта відпочивав і працював письменник Володимир Короленко.